# Trouville-sur-Mer
För andra betydelser, se Trouville (olika betydelser).
Trouville-sur-Mer är en kommun i departementet Calvados i regionen Normandie i nordvästra Frankrike. Kommunen ligger  i kantonen Trouville-sur-Mer som ligger i arrondissementet Lisieux. År 2022 hade Trouville-sur-Mer 4 624 invånare.
Orten kallas också bara Trouville. Departementet Calvados är känt för sin äppelbrännvin med samma namn.
Trouville är ett känt turistmål i Normandie. Orten har fortfarande karaktären av en liten fiskeby, men numera har turistnäringen tagit över alltmer. Den är granne med den mer exklusiva badorten Deauville.

## Befolkningsutveckling
Antalet invånare i kommunen Trouville-sur-Mer
Referens:INSEE

## Galleri

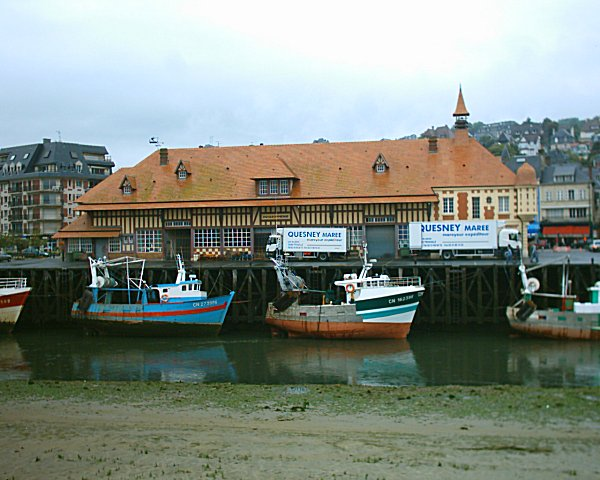
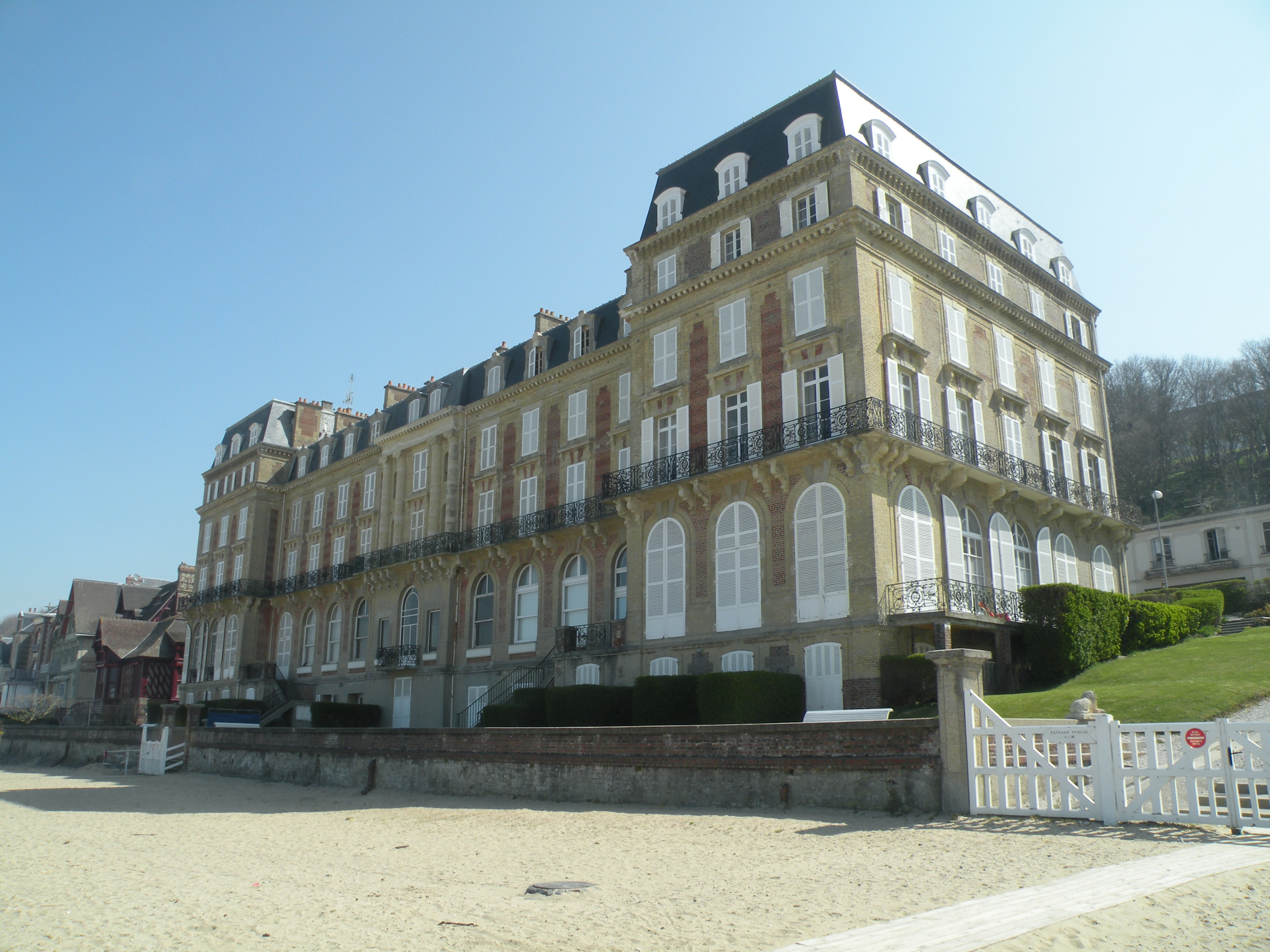
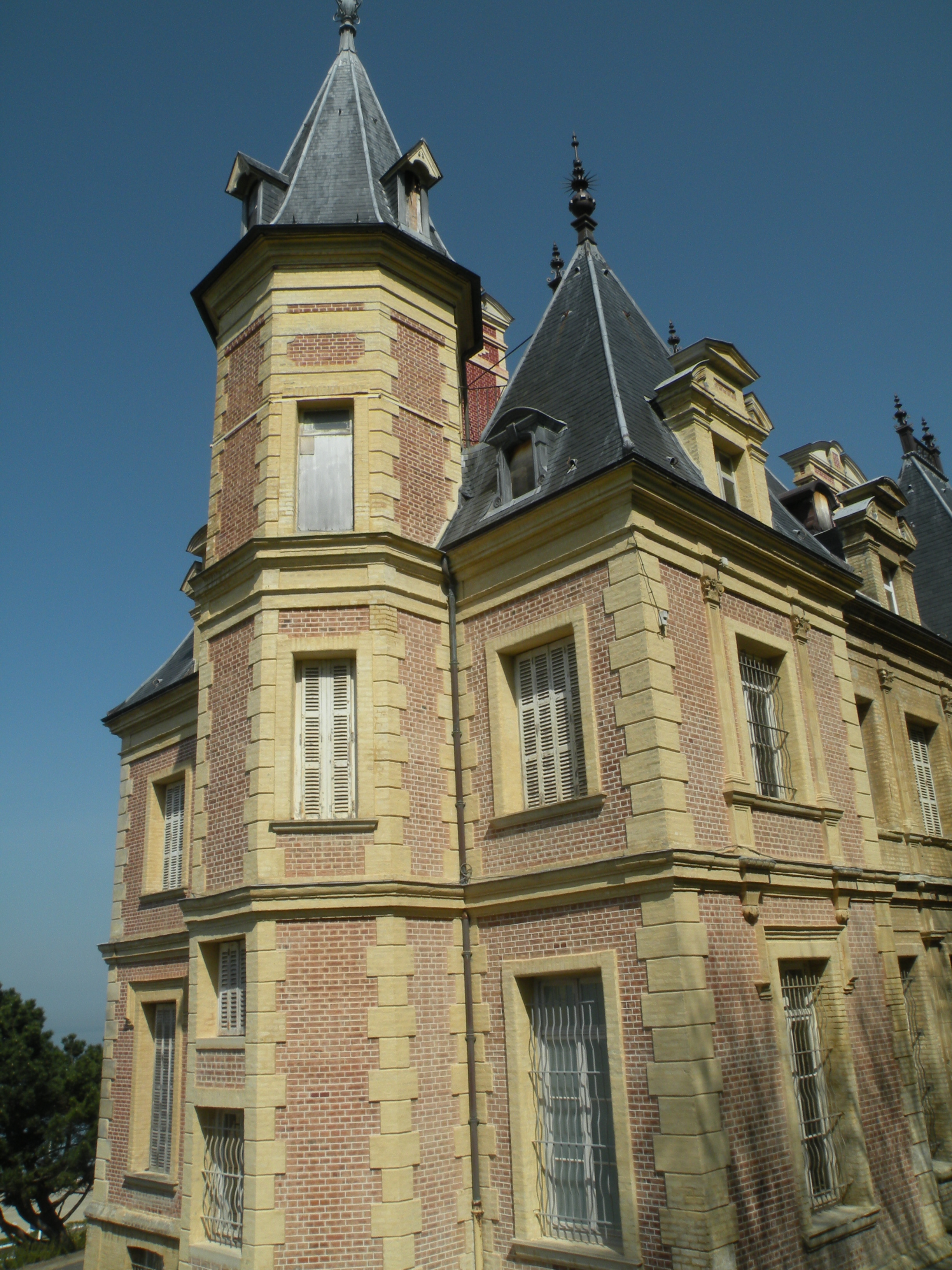
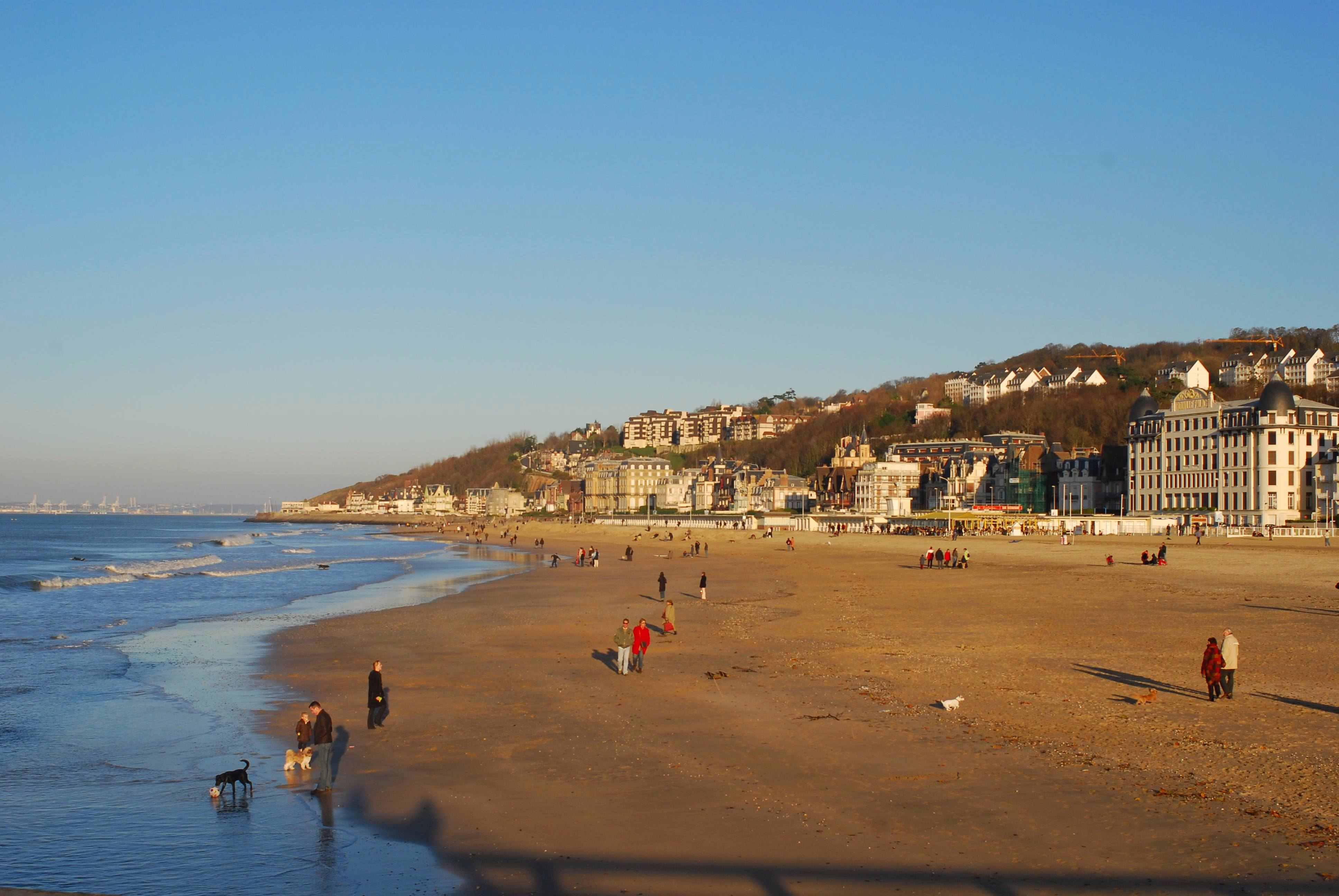